# هومير (ألاسكا)
هومير (بالإنجليزية: Homer, Alaska)‏ هي مدينة تقع في ولاية ألاسكا في الولايات المتحدة. تبلغ مساحة هذه المدينة (كم²)، وترتفع عن سطح البحر 29 م، بلغ عدد سكانها 5003 نسمة في عام 2010 حسب إحصاء مكتب تعداد الولايات المتحدة.

## أعلام
- أمبروز اولسن

## وصلات خارجية
- www.ci.homer.ak.us
- Community Information